# Liste der Handfeuerwaffen/N

## NA…
- NAA Guardian .32NAA
- NAACO Brigadier
- Nagant M1895

## Norinco
- Norinco Typ 85 Bayonet Pistol .22
- Norinco 522
- Norinco 54-1
- Norinco 54-T
- Norinco 56-2
- Norinco 56S-2
- Norinco 56S-3
- Norinco Typ 64
- Norinco Typ 67
- Norinco Typ 77
- Norinco Typ 77b
- Norinco Typ 79
- Norinco 85
- Norinco Typ 86
- Norinco 981
- Norinco AK-47
- Norinco AK84S-1
- Norinco Bullpup AK
- Norinco Bullpup
- Norinco CAR 95
- Norinco Chinese Paratrooper
- Norinco CQ-311
- Norinco JW25
- Norinco M305 (M1A/M-14)
- Norinco M90 Cal
- Norinco M14
- Norinco M93
- Norinco NDM 86
- Norinco NHM 91
- Norinco NP 15
- Norinco NP 226
- Norinco NP 228
- Norinco NP 30
- Norinco NP 77
- Norinco NZ 75
- Norinco P 15
- Norinco PPN
- Typ 95
- Norinco QBZ 97
- Norinco QSZ 92
- Norinco SKS
- Typ 81
- Typ 87
- Norinco UZI-320 Sporter
- Norinco AK-47 .223
- Norinco SKS Sporter
- QBZ-191

## NO…
- Norsksgra
- Norsksgrb
- Nosorog AEK 906 revolver

## NT…
- NTW-20 (Südafrika – Spezialgewehr – diverse Kaliber)